# Guards Red

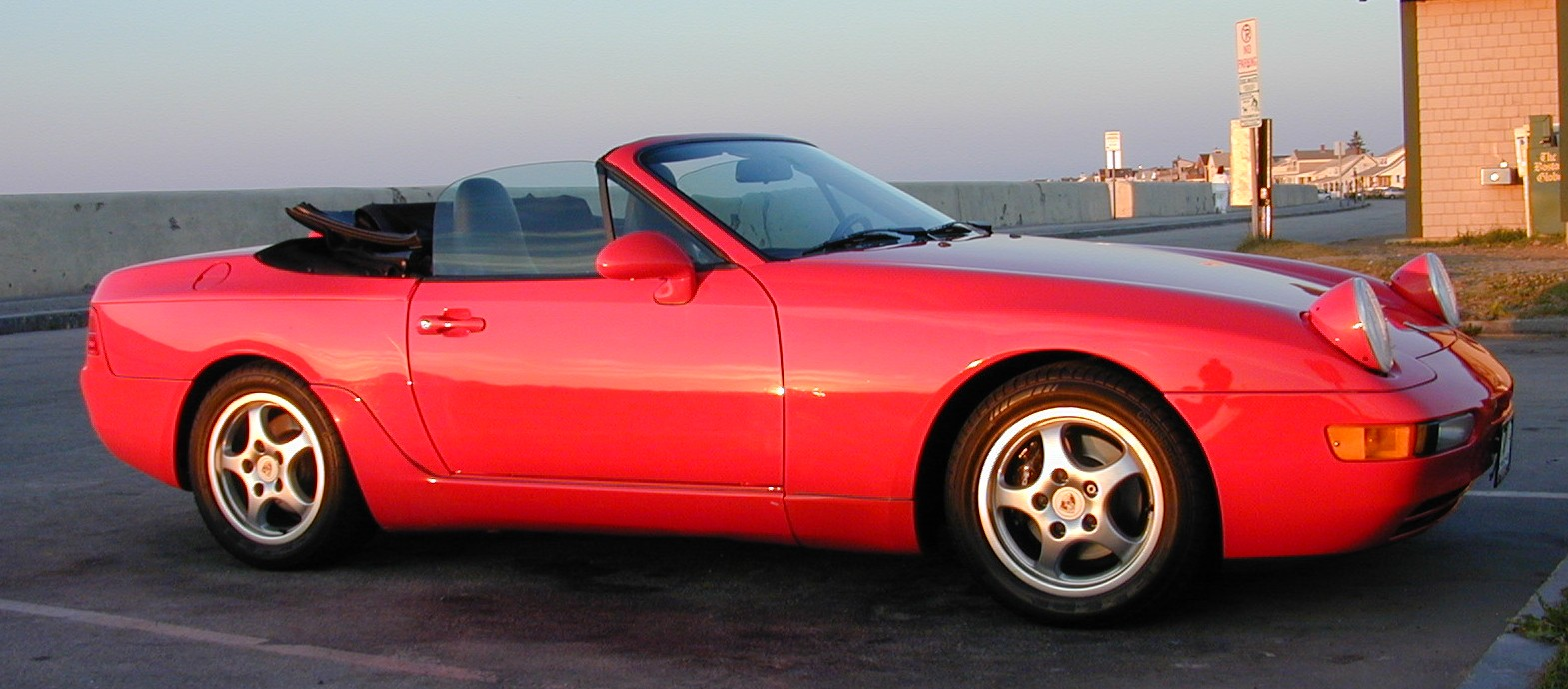
Porsche 968 Cabrio in Guards Red

Guards Red is een kleurcode die gebruikt wordt bij de automerken Porsche en Audi. De kleur kreeg de naam toen deze twee merken samen begonnen aan de Porsche 924 (later de Porsche 944 en Porsche 968).
Guards Red wordt soms ook Porscherood genoemd.